# Emerik Blum
Emerik Blum (Szarajevó, 1911. augusztus 7. – Fojnica, 1984, június 24.) zsidó származású bosnyák politikus, filantróp és vállalkozó, Kelet-Európa egyik legnagyobb konglomerátumának, az Energoinvestnek az alapítója és első igazgatója. Matusja Blum zongoraművész férje.

## Élete
Emerik Blum 1911. augusztus 7-én született egy szegény szarajevói zsidó családban. A Prágai Egyetem Műszaki Karán szerzett villamosmérnöki diploma után visszatért Szarajevóba. Húszas éveiben Oskar Dannal, Meša Selimovićcsal, Ismet Mujezinovićtyal és Voj Dimitrijevićtyal együtt megalapította a Collegium Artistucum-ot. 1941-ben a Jugoszláviai Kommunista Párt (KPJ) tagja lett. A Független Horvát Állam (NDH) megalakulása után csatlakozott a Nemzeti Felszabadító Háborúhoz (NOB). 1941. június 23-án mint kommunistát tartóztatták le Szarajevóban. Egy hónapig a többi letartóztatottal együtt egy szarajevói börtönben tartották fogva. Ezt követően felsorakoztatták és a pályaudvarra vitték, majd tehervagonokba rakták őket. Három nap múlva megérkeztek Gospićba. Blum azzal menekült meg a haláltól, hogy érkezésekor nem kommunistaként, hanem zsidóként regisztrálta magát. Az usztasák azonnal kiválogatták a kommunistákat, majd Velebiten és a jadovnói táborban megölték őket. Emerik Blumot ezután Karlobagba vitték, majd Karlobagból a pagi Slana táborba került. Az ott eltöltött idő után a többi rabbal együtt teherautóval Gospićba szállították. Háromnapos utazás után érkeztek meg a jasenovaci koncentrációs táborba, ahol mérnökként az elektromos kapcsolótáblák karbantartása volt a feladata. 1944-ben sikeresen szökött meg a jasenovaci táborból. Szökése után ismét csatlakozott a Jugoszláviai Népi Felszabadító Hadsereghez. Egy ideig Nyugat-Bosznia-Hercegovina területén működött, majd Bosznia-Hercegovina Népi Felszabadításának Nemzeti Antifasiszta Tanácsához (ZAVNOBiH) nevezték ki újjáépítési tisztnek.
A második világháború után Emerik Blum a Bosznia-Hercegovinai Szocialista Köztársaság (SR BiH) Ipari és Bányászati Minisztériumának vezetője, a Szövetségi Villamosipari Főigazgatóság mérnöke, majd a Villamosipari Igazgatóság vezérigazgatója volt. Később a Jugoszláv Szocialista Szövetségi Köztársaság kormányának a villamosipari miniszterhelyettese, a Villamosipari Bizottság elnöke lett. 1951-ben egyik alapítója volt az „Elektroprojekt” cégnek, amely később az egész világon működő „Energoinvest” óriáscéggé alakult. Támogatója volt annak a tervnek, hogy nagy kapacitásű ipari üzemeket építsenek, elsősorban a mostari alumíniumgyárat, valamint a zvorniki „Birač A.D.” timföldgyárat támogatta. Feladata volt továbbá az elektromos és gépészeti berendezések gyártása terén a nagyobb kapacitás létrehozása. Így épült fel az ilidžai „TAT” gyár, valamint a Szarajevó melletti Lukavicában, Dobojban, Odžakban, Črnučban, Tešnjében, Visegradban, Prištinában, Tuzlában és SFR Jugoszlávia más helyein működő erőművek. Ösztöndíjakat adott különböző műszaki profilú szakemberek képzéséhez, valamint bevezette a jugoszláv szakemberek állandó szakmai gyakorlatát Oroszországban, az USA-ban, Németországban, Franciaországban, Nagy-Britanniában és más országokban. Emerik Blum 1954-ben megalapította a „Hegesztési és Defektoszkópiai Laboratóriumot” annak érdekében, hogy Bosznia-Hercegovinában hegesztő társaságot és hegesztőiskolát alakítson ki.
1974-ben megkapta a Francia Becsületrend lovagja címet. 1981 és 1983 között Emerik Blum polgármestersége idejére esik Szarajevó város fénykora. 1984. június 24-én hunyt el, miután a XIV. Téli Olimpiai Játékok a szervezőbizottságban betöltött utolsó feladatait ellátta.

## Emlékezete
Szarajevó Grbavica városrészének egyik utcája, az ő nevét viseli, mellszobrát az „Energoinvest” épülete előtt helyezték el. Emerika Blumot a tekintélyes Financial Times „a szocialista vállalkozói szellem megtestesítőjeként” jellemezte.

## Fordítás
Ez a szócikk részben vagy egészben  az   Emerik Blum című horvát Wikipédia-szócikk ezen változatának fordításán alapul.  Az eredeti cikk szerkesztőit annak laptörténete sorolja fel. Ez a jelzés csupán a megfogalmazás eredetét és a szerzői jogokat jelzi, nem szolgál a cikkben szereplő információk forrásmegjelöléseként.